# Симонян, Ален Робертович
Ален Робертович Симонян (арм. Ալեն Ռոբերտի Սիմոնյան; род. 5 января 1980, Ереван) — армянский государственный, политический и общественный деятель. Исполняющий обязанности Президента Республики Армения с 1 февраля по 13 марта 2022.
Депутат Национального собрания Армении VI созыва, заместитель председателя Национального собрания Армении VII созыва, председатель Национального собрания Армении с 2 августа 2021. Был главным редактором журнала «Арарат» на сайте araratnews.am. Является членом правления партии «Гражданский договор».

## Биография
Родился 5 января 1980 года в Ереване.

### Образование
Окончил ереванскую среднюю школу № 20 имени Дзержинского.
В 2000 году окончил юридический факультет Ереванского государственного университета. В 2008 году прошёл обучение на курсах по связям с общественностью «Политические технологии», организованных Европейским центром образования и исследований. В 2013—2015 годах учился в Национальной академии наук Армении, где получил степень магистра политических наук.

### Служба
В 2000—2002 годах служил в вооружённых силах Армении, имеет звание сержанта.

### Актёрская деятельность
В 1995—1996 годах, играя в команде КВН Ереванской государственной консерватории им. Комитаса, он стал чемпионом Армянской лиги. В 2004—2008 годах снялся в сериале «Побег», в сериале «Клятвы Гиппократа», участвовал в различных телепроектах как актёр, продюсер, руководитель проекта. Был линейным продюсером фильма «Алабаланица», постановщиком спектакля «Без комментариев».

### Работа и бизнес
Работал в суде первой инстанции общин Ачапняк-Давиташен помощником президента, секретарём аппарата. В 2003 году начал работать в «Конверс Банке» менеджером по персоналу. В 2004 году основал первый в Армении открытый игровой мафиозный клуб в Армении «Сицилия». С 2004 по 2010 год был последним его владельцем.

### Радио
Вёл радиопроекты «Феличита» и «Этого не может быть» на станции «Сити ФМ».

### Телевидение и шоу-бизнес
В 2007—2012 годах сотрудничал с телекомпаниями «Армения», «ТВ5», «Еркир Медиа» в качестве режиссёра, актёра, ведущего, так как занимался музыкальным продюсированием. Как продюсер снял ряд музыкальных, политических и предвыборных клипов.
С 2013 года является главным редактором созданной им ООО «Арарат Медиа Групп», объединившей сайт araratnews.am и журнал «Арарат».

### Политическая и общественная деятельность
С 1 марта 2008 года занимается общественной и политической деятельностью. Выступил с рядом публикаций.
В 2013 году на президентских выборах поддержал лидера партии «Наследие» Раффи Ованнисяна. 5 мая баллотировался на местных выборах в Ереване как кандидат в Совет старейшин, будучи включённым в предвыборный список блока «Здравствуй, Ереван». В июле принимал участие в акциях протеста против повышения транспортных тарифов в Ереване и являлся организатором гражданской акции Car free, которая выступала против повышения цен на транспорт.
С 2013 года входит в совет директоров партии «Гражданский договор», основанной Николом Пашиняном. 30 мая 2015 года был избран членом правления партии «Гражданский договор». 17 июня 2015 года Ален Симонян был избран спикером партии «Гражданский договор».
В 2017—2018 годах являлся членом Совета старейшин Еревана (от блока «Елк»). С 16 мая 2018 года депутат Национального собрания Армении.
На досрочных парламентских выборах 9 декабря 2018 года, будучи одним из рейтинговых кандидатов блока «Мой шаг» в округе № 4, в который входят административные районы Еревана Кентрон, Норк-Мараш, Эребуни и Нубарашен, он получил 21 949 голосов.
10 января 2019 года получил депутатский мандат. 15 января на заседании Национального Собрания РА 7-го созыва избран заместителем председателя НС РА. 16 июня во время 5-го съезда партии «Гражданский договор» был избран членом правления партии.
2 августа 2021 года избран председателем Национального собрания Армении.
23 января 2022 года президент Армении Армен Саркисян подал в отставку. Исполняющим обязанности президента Армении стал Ален Симонян, который с 1 февраля стал официально исполнять обязанности, ввиду того, что Саркисян не отозвал свою отставку спустя неделю. 3 марта поздравил с избранием нового президента Ваагна Хачатряна.